# Беркелланд
Беркелланд (нидерл. Berkelland) — община в провинции Гелдерланд (Нидерланды). Административный центр — Боркуло. По данным на 1 февраля 2012 года население общины составляло 44 891 человек.

## История
Община Беркелланд была создана 1 января 2005 года путём слияния общин Боркуло, Эйберген, Неде и Рюрло. Объединённая община была названа в честь протекающей по её территории реки Беркель.

## Состав
В общину Беркелланд входят следующие населённые пункты:
- Авест
- Белтрум
- Боркуло
- Браммелербрук
- Бринкмансхук
- Бруке
- Де-Брёйл
- Де-Хар
- Эйберген
- Гестерен
- Гелселар
- Харло
- Хёрне
- Холтерхук
- Хонте
- Хюпсел
- Лео-Стихтинг
- Линтвелде
- Лохёйзен
- Ло
- Маллем
- Неде
- Нордейк
- Нордейкервелд
- Олден-Эйберген
- Реккен
- Ритмолен
- Рюрло
- Велдхук

## Достопримечательности
- Руурло — старинный замок на воде.